# Ensayo sobre la ley de pobres

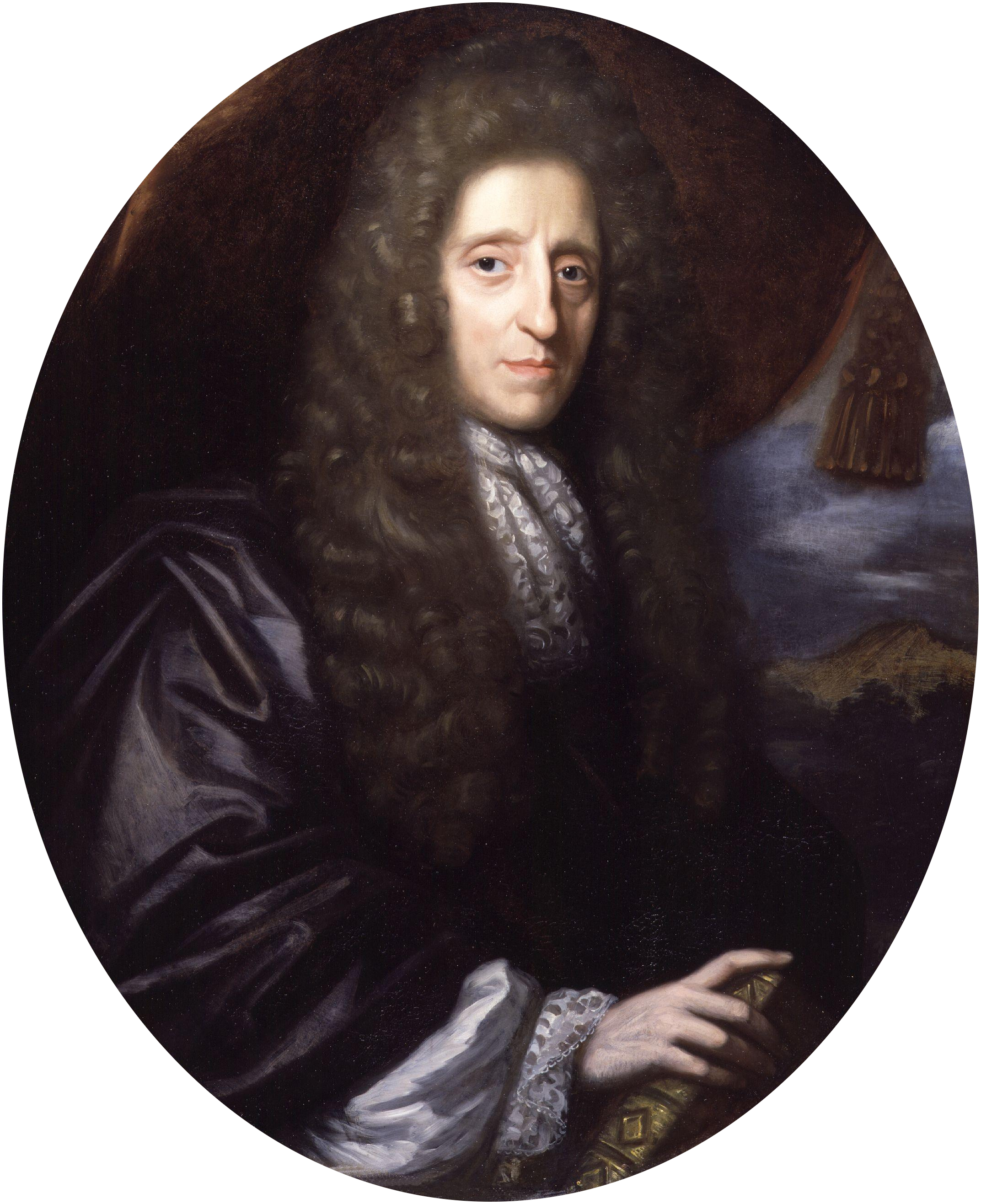
John Locke, por Herman Verelst.

Ensayo sobre la ley de pobres (Essay on the Poor Law) es un manuscrito que redactó el filósofo inglés John Locke en 1697. En este manuscrito Locke presenta sus opiniones sobre la Ley de Pobres, realizando una serie de recomendaciones para su modificación.

## Argumento
La ley de pobres estaba orientada a establecer un régimen de trabajo forzado para todas aquellas personas que pudiendo proveerse de los medios de subsistencia básicos pretendían obtenerlos de la ayuda pública. El razonamiento que fundamenta los estatutos, y el cual Locke justifica, es el siguiente: a) todas las personas requieren de unos bienes básicos para poder subsistir; b) es una obligación ayudar a aquellos que por razones físicas no puedan proveérselos total o parcialmente; c) existen ciertos individuos que por ociosidad buscan no trabajar y vivir de la ayuda pública; d) por lo tanto, los estatutos están orientados a "poner a trabajar" a todas las manos hábiles y disminuir el "coste público" de la manutención de los pobres. 
En opinión de John Locke, la ley de pobres no puede cumplir ese objetivo porque "tenemos razones para pensar que la mayoría de los supervisores de los pobres, en todas partes, son totalmente ignorantes, y ni siquiera han llegado a pensar que su deber en buena medida, o al menos en alguna, es poner a las personas a trabajar."
Para solventar dicha situación John Locke propone unas 40 medidas puntuales con las que busca emplear a hombres, mujeres y niños capaces de generar algún tipo de ingreso que ayude a solventar los gastos de su manutención aunque sea parcialmente. El sentido general de las medidas propuestas por Locke se limita a sugerir una reorganización de tipo administrativa que endurezca los controles en la implementación de la ley a través de la agrupación de las parroquias en unidades geográficas mayores.
No obstante, la importancia de este manuscrito no radica en su aportación a la historia legal de Inglaterra, sino en que es un elemento más para intentar comprender la filosofía política de este autor. En este texto Locke intenta conciliar los intereses individuales, los deberes mutuos entre los hombres, y los deberes que estos tienen con la sociedad en la que viven. Desde esta perspectiva este texto muestra cómo John Locke pone en tensión el derecho de propiedad y la libertad individual con los deberes sociales. 
En otras palabras, Locke identifica, al igual que lo hizo en el Ensayo sobre la Tolerancia o la Carta sobre la tolerancia, que la búsqueda de los intereses individuales puede, en ciertas ocasiones, ir contra el bien general. Este tipo de acciones no deben ser toleradas, ya que perturban la paz social y generan a la comunidad mayores inconvenientes que ventajas. 
Un ejemplo de esta limitación a la búsqueda del interés individual es la propia ley de pobres que obliga a todos los hombres, mujeres y niños a trabajar para pagar por su subsistencia. Locke afirma que si un individuo vive de la ayuda pública sin ninguna justificación se convierte en un zángano que está recibiendo los frutos del trabajo de otros. Por lo tanto, es necesario que se limite tanto la voluntad de una persona que puede elegir entre trabajar o vivir de las limosnas, como la de aquellos que desean brindar dicha ayuda de forma privada. Tanto una cosa como la otra podrían sentar un precedente erróneo y aumentar el coste público de mantener a los falsos pobres.
Locke afirma:
"Si se pusiera a trabajar a todas las manos capaces de Inglaterra, la mayor parte de la carga que recae sobre los laboriosos para el mantenimiento de los pobres cesaría de forma inmediata. Puesto que, sobre un cálculo muy moderado, es posible concluir que más de la mitad de aquellos que reciben la asistencia de las parroquias son capaces de obtener sus propios medios de subsistencia."
De esta forma, las obligaciones y derechos que propone Locke no se aplican sólo a los pobres sino que también incluye a los propietarios. Según el autor inglés, ambos sujetos de dicha relación (el propietario y el pobre) se deben mutuamente algo en función del bien común. Por eso uno está en la obligación de ponerse a trabajar para pagar por su sustento y el otro está en la obligación de darle trabajo o simplemente pagar por el sustento del otro. 
En la novena propuesta Locke sostiene que:
"...si nadie en la parroquia acepta de forma voluntaria a tal persona a la tarifa propuesta por el custodio de los pobres, entonces estará en poder de dicho custodio, con el resto de la parroquia, hacer una lista de días, según la proporción de impuestos que todos pagan para los pobres, y que, de acuerdo con dicha lista, cada habitante de la parroquia estará obligado a emplear a los hombres pobres desempleados de la misma, según las sub-tarifas que el custodio designará; y, si alguno rehusara emplear en su turno a un pobre, deberá pagar el salario acordado, tanto si lo emplea realmente como si no."
De acuerdo con esto, Locke somete de forma sistemática los intereses individuales a las necesidades del bien público. De todos modos, esto no impide reconocer que la dureza de la ley de pobres recae en mayor medida en aquellos que se encontraban en una situación de mayor vulnerabilidad. Empero, no está de más destacar que la propuesta fue rechazada por el propio Concejo de Comercio.

## Ediciones
El texto fue editado por:
1. "Report of the Board of Trade to the Lords Justices, in the year 1697, respecting the relief and employment of the poor." Drawn up by Mr. John Locke, one of the original Commissioners of that Board. // En An account of the origin, proceedings, and intentions of the Society for the Promotion of Industry in the Southern District of the Parts of Lindsey, in the County of Lincoln … The third edition. … Louth: printed at the expence, and sold for the benefit of the Institution … by R. Sheardown; and to be had of Messrs. Harrison, London; of the principal booksellers in town and country; and of the distributors to the Society of Industry. [1789]. 8o. págs. 101-149.
2. The life of John Locke / by H.R. Fox Bourne. – London : H.S. King ; New York : Harper, 1876. – vol. 2: págs. 377-390. (Se trata de extractos)
3. Political essays / Locke; editado por Mark Goldie. – Cambridge: Cambridge University Press, 1997. – págs. 183-198.
4. "Ensayo sobre la ley de pobres", en J. Locke, Ensayo sobre la tolerancia y otros escritos sobre ética y obediencia civil. Trad. B. Rodríguez López y D. Fernández Peychaux. Clásicos del pensamiento económico y social n.º 8. Madrid: Biblioteca Nueva, 2011, pp. 191-213.